# Combahee River Collective
 (juillet 2020).
Si vous disposez d'ouvrages ou d'articles de référence ou si vous connaissez des sites web de qualité traitant du thème abordé ici, merci de compléter l'article en donnant les références utiles à sa vérifiabilité et en les liant à la section « Notes et références ».
Le Combahee River Collective est une organisation féministe lesbienne radicale, active de 1974 à 1980 à Boston,. Elle est notamment connue pour sa « Déclaration du Combahee River Collective » (1977), un des textes clés du Black feminism, qui aurait notamment été le premier à utiliser l'expression identity politics (« politique identitaire »).

## Histoire
C'est lors d'une réunion régionale de la National Black Feminist Organization (NBFO) à New York que Barbara Smith et d'autres membres décident de créer ce collectif à Boston. Ce nouveau collectif se montrait plus radical que la NBFO, et s'intéressait davantage à la condition des Noires lesbiennes.
Barbara Smith voulait par ce nom commémorer une action de libération menée par Harriet Tubman en 1863 à Combahee River en Caroline du Sud. Cette opération avait permis de libérer sept-cent-cinquante esclaves. D'après Barbara Smith, « C'était une manière de parler de nous-mêmes en étant en continuité avec la lutte des Noirs, la lutte des femmes noires ».

## Contexte sociologique
A Boston en 1977, date à laquelle est fondé « le Combahee River Collective », les habitants sont réputés pour être extrêmement racistes envers les Afro-américains, qui sont victimes d’agressions, de viols et de meurtres sanglants.

## Stratégies communicationnelles politiques
Afin de constituer leurs activités de communication politique, les membres du collectif organisent des rassemblements secrets sous forme de « retraites militantes » ; ce qui aboutira au passage à la déclaration officielle du collectif en avril 1977. Leurs rôles de ces « retraites » féministes noires sont d’apporter d’intenses réflexions politiques, rigoureusement sélectionnées. Plus concrètement, les membres se réunissent pour partager leurs pensées, leurs écrits, leurs espoirs, et leurs rêves de situation sociale, économique et politique sur l’avenir des femmes noires. Ces rassemblements ont lieu dans différentes maisons privées dans le Nord-est de Boston entre 1977 et 1980, où ont eu lieu sept « retraites ». Les causes politiques discutées sont : la confiance entre les féministes lesbiennes et non lesbiennes ; le socialisme et l’idéologie féministe noire ; le séparatisme lesbien et la lutte de libération noire ; l’organisation féministe noire versus le mouvement féministe noir ; le féminisme noir et le monde académique ; les conflits de classe entre femmes noires et l’amour entre femmes lesbiennes et non-lesbiennes noires et blanches (Collier-Thomas, 2001).
Par ailleurs, c’est durant ces « retraites » que les membres rédigent des articles pour des journaux spécialisés. Ces principaux articles sont rédigés pour un numéro spécial de la revue « Conditions », traitant sur les femmes du tiers-monde qui est édité par Lorraine Bethel et Barbara Smith. Les membres ont ensuite rédigé des articles supplémentaires sur l’histoire du lesbianisme dans deux numéros des revues spécialisées, « Heresies et Frontiers, », et ont également discuté d’articles dans le numéro de mai-juin 1979 de « The Black Scholar », intitulé « Le débat sur le sexisme noir ». Cet article a été écrit en réponse à un numéro précédent de l’article de Robert Staples, « Le mythe de la masculinité noire : une réponse aux féministes noires en colère ». Enfin, l’une des membres, Chirlane McCray, a écrit un article intitulé "Je suis lesbienne" pour le magazine "Essence", craignant que le magazine ne reçoive un flot de courrier homophobe, et Barbara Smith a publié une recherche sur le troisième bulletin mondial d’Études féministes : « Sojourner : The Wowen’s Forum » (Collier-Thomas, 2001).

## Actes communicationnels politiques
La première vague d’activisme communautaire du « Combahee River Collective » a débuté sous diverses affaires judiciaires. D’abord, le collectif a soutenu un médecin noir du Boston City Hospital, qui a été arrêté pour homicide involontaire, pour avoir donné suite à la pratique d’un avortement légal. Ensuite, le collectif s’est impliqué dans l’affaire judiciaire Ella Ellison; une jeune femme noire qui a tué son agresseur après s’être défendue contre un viol commis par un gardien de prison d’État de Fragmingham. D'ailleurs, c'est grâce à cette affaire que le collectif a pu rentrer dans le cercle des activistes militantes, luttant contre la peine de mort dans l’État du Massachusetts. Enfin, il faut noter que toutes les femmes membres du collectif étaient impliquées en coopération avec d’autres organisations de défense des droits civils et des femmes. En effet, certains membres appartenaient au « Committee to End Sterilization Abuse », tandis que d’autres travaillaient pour un refuge de femmes battues se nommant un « Transition House »(Collier-Thomas, 2001). [
C’est pendant la deuxième vague d’activisme communautaire qui se révéla crucial, entre le 28 janvier et le 30 mai 1979, où treize femmes noires et une blanche sont assassinées dans les quartiers noirs, la plupart violées, étranglées, voire démembrées que le collectif prend tous les risques dans sa lutte contre la violence faite aux femmes noires (Falquet, 2006). Mais, le journal blanc « Boston Globe » réputé raciste rapporte les principales affaires des victimes de meurtre tardivement, en dénigrant les réponses de la communauté noire, le tout dans l’incapacité d’attirer l’attention du public. En effet, les deux premières victimes sont rapportées à la page 30 à côté des formulaires de course ; puis la troisième victime Gwendolyn Yvette Stinson est rapportée en page 13, sous le titre « Dorchester Girl Found Dead ». Enfin, c’est seulement après trente jours suivant la date du 21 février 1979, que le « Boston Globe » rapporte la mort de la cinquième victime noire Daryl Ann Hargett en orthographiant mal son prénom, dans un petit encadré situé dans le coin inférieur gauche de la première page. A contrario, le journal hebdomadaire de la communauté noire le « Bay State Banner », couvre intégralement en première page toutes les affaires de meurtres dès le 1er février 1979, tout en rendant régulièrement compte des réactions de la communauté noire, tout au long de l’année (Betty-Collier-Thomas, 2001). [
Enfin, le 1er avril 1979, pour donner suite à l’assassinat de six autres femmes noires où mille cinq cents personnes descendent dans la rue pour commémorer la perte de leurs proches, les orateurs présents lors du rassemblement composés en majorité d’hommes noirs dénoncent le caractère raciste de ces meurtres, en omettant la reconnaissance du sexisme comme étant un facteur à part entière. Ainsi, c’est avec colère et frustration que Barbara Smith et Lorraine Bethel rédigent un texte distribué sous forme de tract intitulé « Six femmes noires : pourquoi sont-elles mortes ? », afin d’aborder urgemment la question de la violence contre les femmes noires. Le tract contient des conseils pratiques d’autodéfense, mis au point avec des organisations de femmes luttant contre la violence contenant une liste. C’est avec surprise que le collectif obtient le soutien des églises Noires, et de la communauté féministe blanche. De plus, le collectif a pu se lier avec un autre collectif: le « Crisis » leur permettant de mettre en œuvre une politique de coalition: concrètement, mobiliser des centaines de personnes sans jamais perdre de vue le fait que les femmes assassinées étaient Noires.
C’est ainsi par ces actions communicationnelles et politiques que le « Combahee River Collective » a pu maitriser les prémisses de l’analyse féministe noire de la violence, et de la « politique sexuelle » noire et blanche qui a permis ces meurtres (Falquet, 2006) [.

## Déclaration
Le groupe ressent le besoin de rédiger une déclaration au sujet de leur prise de conscience. Les membres se réunissent toutes les semaines au Centre des femmes de Cambridge (Massachusetts). À partir de 1977, des retraites ont lieu dans d'autres villes pour réfléchir à l'état du mouvement. Les participantes sont encouragées à écrire des articles qui paraissent dans la presse féministe (Heresies, Conditions) ou dans les publications comme The Black Scholar.
La déclaration manifeste la volonté de lutter contre les différentes formes d'oppression : raciale, sexuelle, hétérosexuelle, et de classe. « La synthèse de ces oppressions crée les conditions de nos vies ». Elle rappelle l'importance du Black feminism et rend hommage à des figures passées comme Sojourner Truth, Harriet Tubman, Frances E. W. Harper, Ida B. Wells et Mary Church Terrell. Elle a pour but la destruction des systèmes politiques et économiques du capitalisme, de l'impérialisme et du patriarcat. Elle exige enfin la disparition du racisme du sein du mouvement féministe blanc.
Quarante ans après la déclaration du Combahee River Collective, le retentissement de cette dernière sur le Black feminism d'aujourd'hui a été analysé dans un ouvrage édité par la militante afro-américaine féministe et antiraciste Keeanga-Yamahtta Taylor ; Taylor en signe l'introduction, dans laquelle elle examine l'héritage de l'organisation dans le contexte des élections présidentielles américaines de 2016.

## Héritages
En ce qui concerne l’héritage, les membres du collectif ont cherché à mettre à jour leurs connaissances dans leurs domaines respectifs, en introduisant une perspective qui embrassait les différences entre les sexes. Par exemple, le collectif situe ses recherches dans le prisme féministe de l’influence au sein du mouvement des femmes. Par ailleurs, les femmes noires ont toujours occupé une place spéciale qui les place essentiellement au-dessus des autres femmes. Ainsi, dans le passé, proche ou lointain, l’héritage des femmes dans les contextes sociologiques a été reconnu de manière exceptionnelle et pour des raisons précises. (Projet MUSE — Rivière Combahee Déclaration collective : Rétrospective de quarante ans, 2017)
En conclusion, l’insistance des femmes sur leur « infériorité » témoigne des contraintes intellectuelles que la société leur impose. Par ailleurs, nous pensons que les choses se sont améliorées pour les femmes avec le temps, mais il reste encore du travail à faire, notamment dans le milieu professionnel et dans les inégalités entre les sexes. (Projet MUSE — Combahee River Collective Statement : Quarante ans de rétrospective, 2017.) L’évolution des mentalités incite les femmes à continuer d’avancer vers la pleine égalité. « Selon le texte Thought Co Aujourd’hui, les femmes sont plus libres, mais moins protégées”, pour beaucoup, la créativité reste un acte difficile qui nécessite un questionnement personnel, une affirmation de soi et peut être considéré comme illégal.